# Untitled 23
Untitled #23 è il 20º album, 23° se si considerano gli EP, del gruppo musicale australiano di genere rock The Church, pubblicato nel 2009.

## Tracce
1. Cobalt Blue
2. Deadman's Hand
3. Pangaea
4. Happenstance
5. Space Saviour
6. On Angel Street
7. Sunken Sun
8. Anchorage
9. Lunar
10. Operetta

## Formazione
- Steve Kilbey: Voce, basso, chitarra, tastiera
- Marty Willson-Piper: Chitarra, basso, batteria, cori
- Peter Koppes: Chitarra, basso, cori
- Tim Powles: Batteria, cori, chitarra